# 43 Аріадна
43 Аріадна — астероїд головного поясу, відкритий 15 квітня 1857 року.

## Назва
Астероїд названо на честь дочки критського царя Міноса й Пасіфаї, сестри Федри — Аріадни.
На острові Наксосі був культ Аріадни; в Афінах її шанували як дружину Діоніса. Міф про Аріадну використано в творах численних письменників, художників, композиторів давнини й сучасності.

## Фізичні характеристики
Входить до складу астероїдного сімейства Флора, сімейство розміщено в центральній частині головного поясу астероїдів між Марсом та Юпітером. Астероїд має наступні фізичні властивості:
- Діаметр - 65,9 км
- Період обертання навколо власної вісі - 5,76218 годин
- Альбедо - 0,2566
- Кут нахил орбіти - 4 градуси
- Абсолютна зоряна величина - 6,87
- Ексцентриситет - 0,15
- Велика піввісь - 2,203